# Nope Quiz
Nope Quiz est un jeu vidéo de réflexion sorti en 2016 et créé par Cyprien Iov et Jérémy Faivre. Le jeu prend la forme d’un quiz constitué de cent questions à pièges fréquents, souvent composées d'humour.

## Développement
Le vidéaste web Cyprien Iov développe son jeu secrètement. Pendant trois mois, il travaille avec son équipe sans rien révéler à ses abonnés. C’est au sein de son studio de jeu, La Gamerie, qu’il conçoit le projet, épaulé par Jérémy Faivre pour le développement. À l’écriture, il fait appel à Vincent Tirel ainsi qu’à une équipe de trois personnes.

## Système de jeu
Nope Quiz est un jeu pensé pour piéger le joueur plutôt que pour le faire gagner facilement. Présenté sous forme de quiz mêlé à de la réflexion, il propose des séries de dix questions souvent pièges, de faux-semblants et d’humour. Le joueur ne peut commettre que deux erreurs. À la troisième, la partie est terminée, et il doit reprendre la série depuis le début.
L’univers du jeu s’inspire des émissions de télévision. Le présentateur fictif, Patrick Nope,  blond et prétentieux, incarne le présentateur de l'émission. À chaque erreur du joueur, c’est lui qui intervient, lançant avec force la désormais célèbre réplique : « Nope ! ».